# Tuffi agli VIII Giochi del Mediterraneo
Il programma dei tuffi degli VIII Giochi del Mediterraneo ha previsto 4 gare: 2 maschili e 2 femminili. La nazione dominatrice è stata l'Italia, che si è aggiudicata 3 delle 4 gare in programma.

## Podi

### Uomini
| Evento          | Oro              | Perform. | Argento          | Perform. | Bronzo         | Perform. |
| Trampolino 3m   | Giorgio Cagnotto | 564.57   | Richardo Camacho | 542.67   | Ahmed Moustafa | 493.29   |
| Piattaforma 10m | Massimo Santilli | 472.59   | Claudio De Miro  | 464.28   | Ahmed Moustafa | 430.89   |

### Donne
| Evento          | Oro            | Perform. | Argento          | Perform. | Bronzo           | Perform. |
| Trampolino 3m   | Isabelle Arène | 394.77   | Carmen Nunez     | 387.12   | Sonica Fernandez | 384.63   |
| Piattaforma 10m | Carolina Fusco | 308.07   | Selena Trajkovic | 290.46   | Carmen Nunez     | 270.33   |

## Medagliere
| Posizione | Paese      |   |   |   | Totale |
| --------- | ---------- | - | - | - | ------ |
| 1         | Italia     | 3 | 1 | 0 | 4      |
| 2         | Francia    | 1 | 0 | 0 | 1      |
| 3         | Spagna     | 0 | 2 | 2 | 4      |
| 4         | Jugoslavia | 0 | 1 | 0 | 1      |
| 5         | Egitto     | 0 | 0 | 2 | 2      |
| Totale    | Totale     | 4 | 4 | 4 | 12     |